# Caminito (Buenos Aires)
(Benito Quinquela Martín (1890 - 1977), autore del progetto)

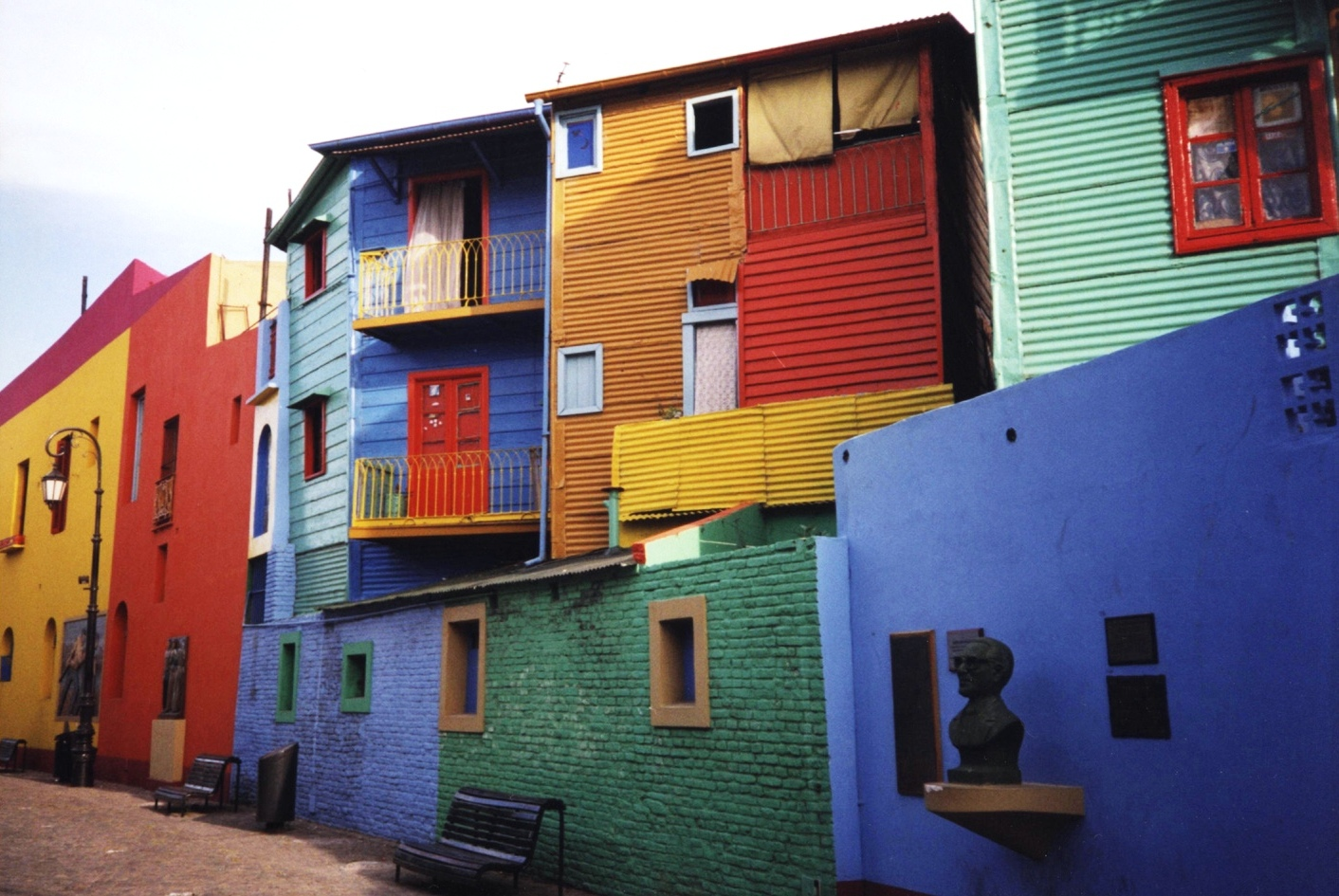
I tipici conventillos

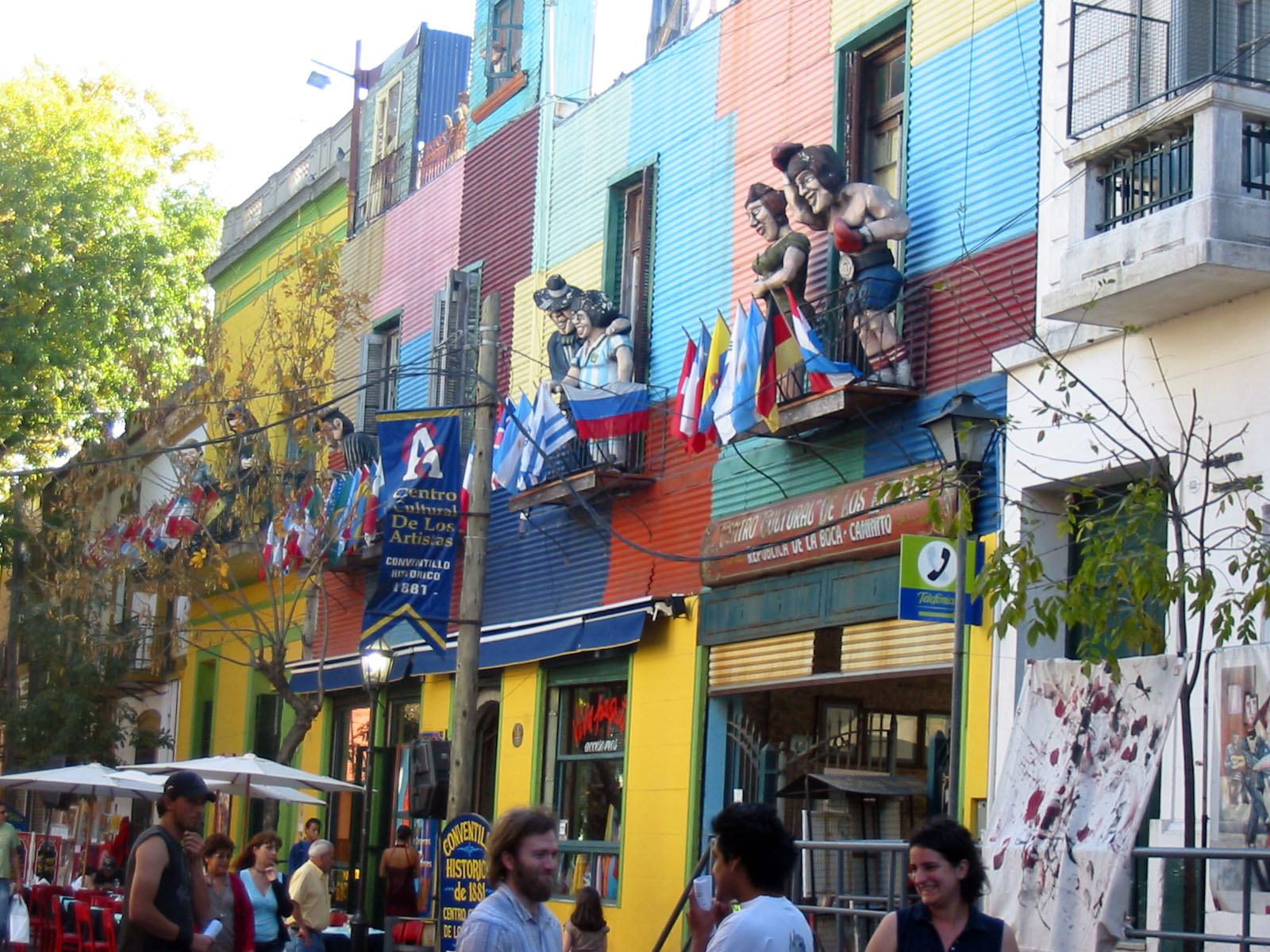
La via affollata dai turisti

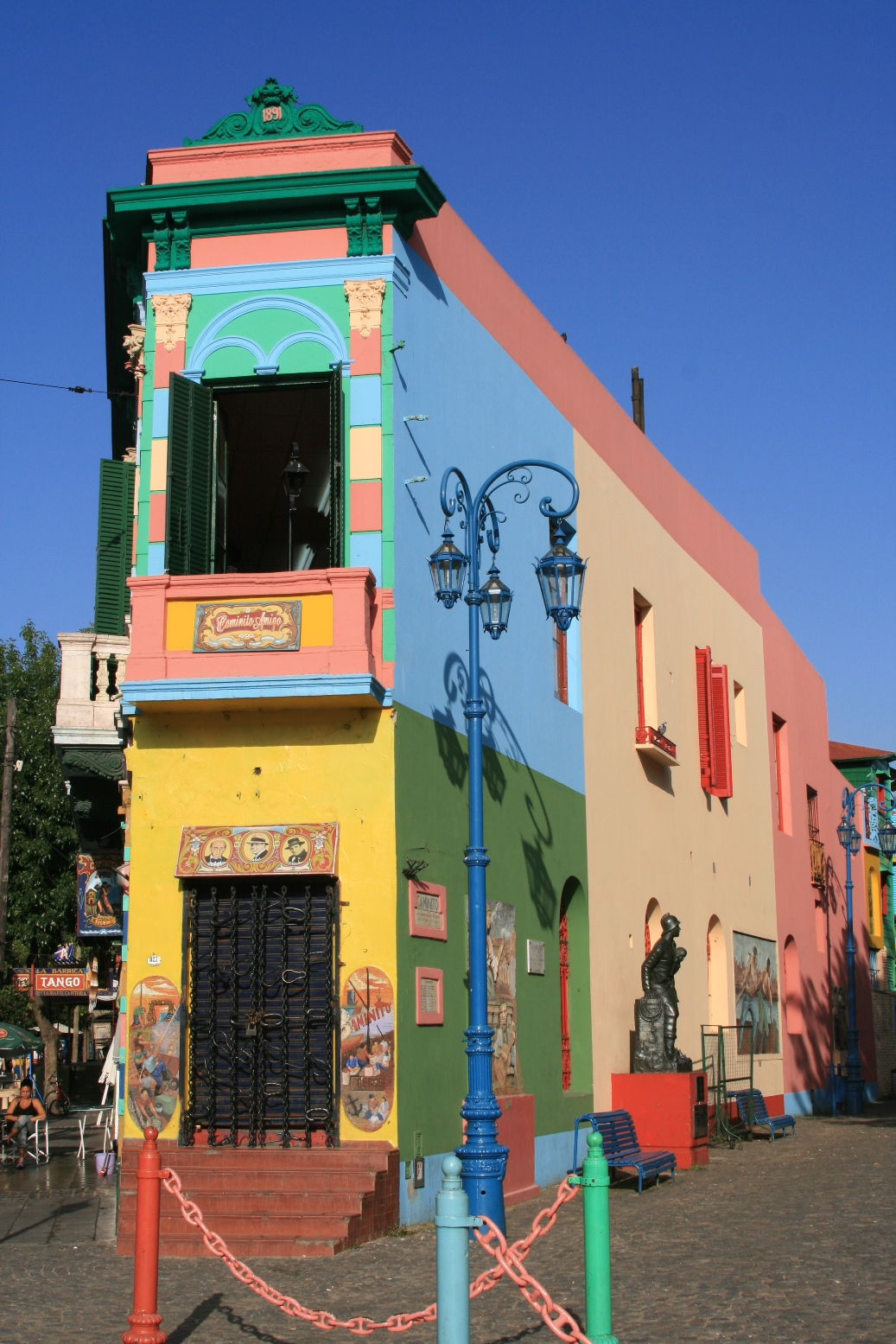
Un angolo pittoresco della via

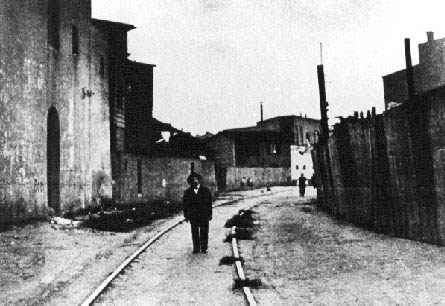
La via nel 1939

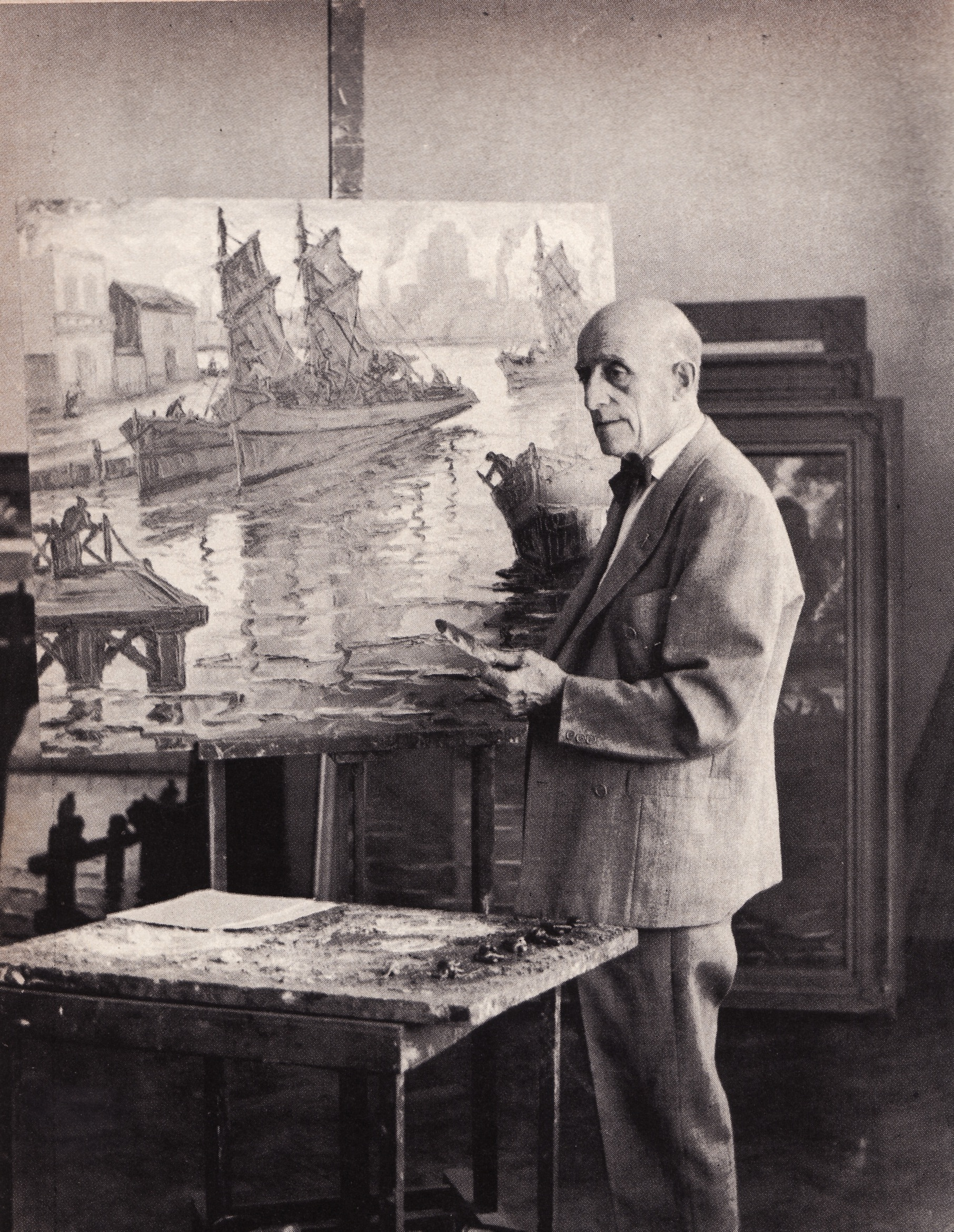
Benito Quinquela Martín (1890 - 1977)

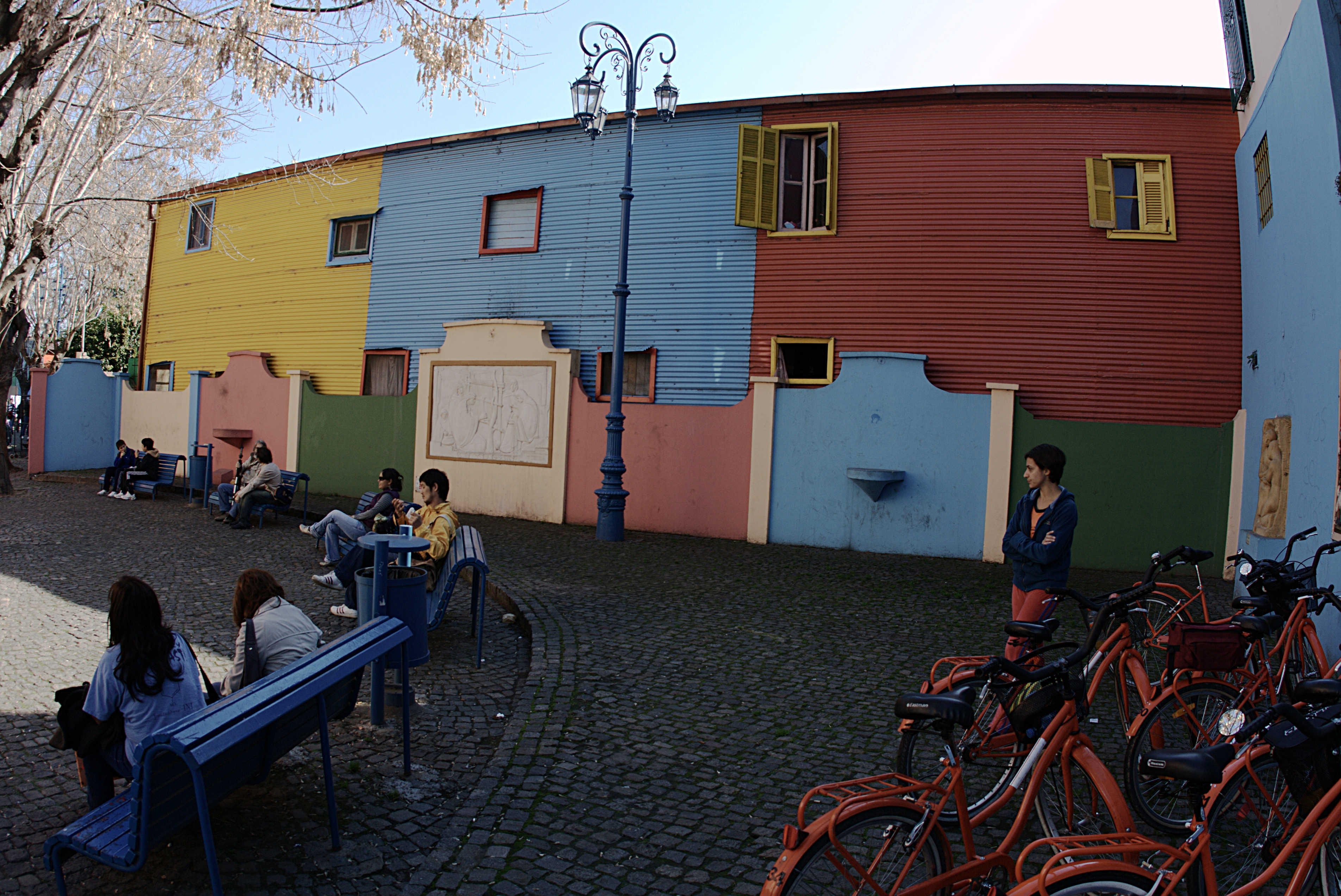
Un angolo tranquillo della via

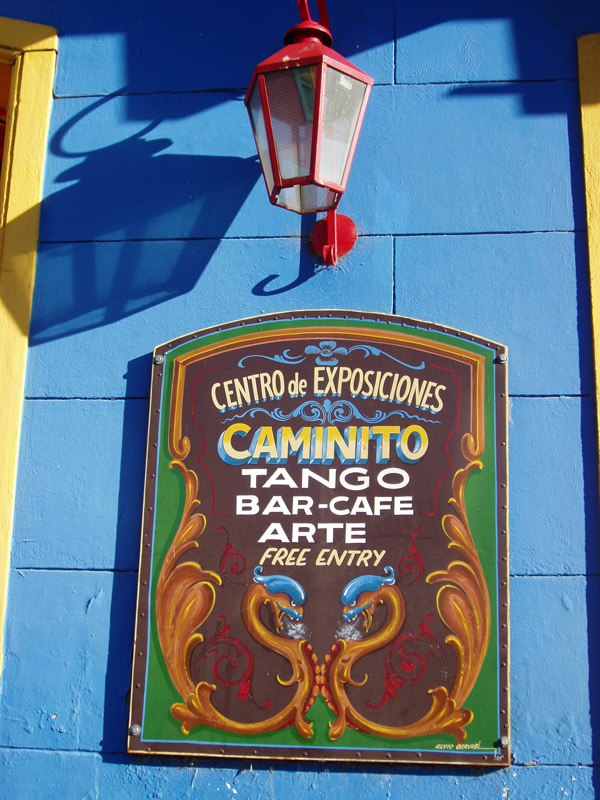
Insegna di un locale dove si balla il tango

Caminito (in spagnolo:  "sentiero", "stradina") è una celebre via-museo (sp.: calle museo) di Buenos Aires nel quartiere de La Boca, il quartiere di immigrati di origine soprattutto genovese.

Si tratta di una delle principali mete turistiche della capitale argentina: la via è famosa per gli edifici variopinti in legno, ricostruiti negli anni cinquanta secondo un progetto del pittore Benito Quinquela Martín (1890 - 1977), progetto che si ispirò allo stile originario delle case popolari (conventillos) degli immigrati de La Boca (costruite agli inizi del XIX secolo) e che "convertì" il luogo, ormai in degrado, in un museo "a cielo aperto", inaugurato nel 1959.

È l'unico museo all'aperto riconosciuto come tale in tutta l'Argentina.
Diventò un museo all'aperto, ma la via non aveva ispirato la melodia del celebre tango dal titolo omonimo, composta nel 1923 dal compositore boquense Juan de Dios Filiberto (1885 -1964) il quale si era ispirato ad un sentiero de La Rioja molto lontano da Buenos Aires: dal brano la via ha preso anche il suo attuale nome (e non viceversa).

## Ubicazione
La via si trova di fronte al fiume Riachuelo, a circa 400 metri da "La Bombonera", lo stadio dove disputa le proprie partite casalinghe la squadra di calcio del Boca Juniors. Confina con le vie Araoz de Lamadrid (a nord), Garibaldi (ad ovest), Magallanes (a sud) e Del Valle Iberlucea (ad est).

## Caratteristiche
La via, di carattere pedonale, misura circa 100-150 metri di lunghezza  ed ha una caratteristica forma a curva, che ricorda la presenza di una ferrovia in loco.
L'attrazione principale della via sono gli edifici dalle facciate di vario colore (arancione, azzurro, verde, giallo, ocra, ecc.): non si tratta ovviamente di "autentici", ma tutti ricostruiti secondo quello che doveva essere lo stile originario. Ammontano ad una trentina di unità.
Lungo la via o nei pressi della stessa, si trovano anche numerosi ristoranti, locali per il tango e varie opere d'arte di artisti noti (tra cui Roberto Juan Capurro,  Juan Leone,  Luis Perlotti, E. Scaglia, Julio Vergottini, ecc.,), oltre ad artisti "di strada" che espongono le proprie, musicisti che suonano la chitarra, ballerine che invitano i turisti in improvvisati passi a due in cambio di qualche spicciolo, ecc.

## Origini del nome: il tango "Caminito"
Un tempo, la via si chiamava Puntín, parola derivata dal dialetto genovese e che significa “piccolo ponte”.
La via prese l'attuale nome di “Caminito” solo a partire dagli anni cinquanta per iniziativa del responsabile del progetto che convertì la strada in una via-museo, ovvero il pittore boquense Benito Quinquela Martín, che pensò di ribattezzare la stradina con lo stesso nome del celebre tango  e questo perché la melodia del brano, composta nel 1923 dal suo amico Juan de Dios Filiberto, era stata ispirata proprio dal luogo; la stessa cosa non vale invece per le parole del brano, scritte (in parte nel 1903 e completate nel 1926) da Gabino Coria Peñaloza (1881 - 1975; al quale è stata dedicata una strada a Chilecito, pure questa chiamata  "Caminito"), che non fanno riferimento alla via de La Boca, bensì sono state ispirate da un'altra via di nome "Caminito", situata nel villaggio di Malanzán, nella città argentina di Olta.

## Storia
La storia della via è indissolubilmente legata a quella del quartiere in cui si trova, La Boca, almeno per quanto riguarda gli ultimi due secoli.
Il quartiere, situato nei pressi del fiume Riachuelo, fu abitato sin dagli inizi del XIX secolo dagli immigrati genovesi.
All'epoca, dove oggi si trova Caminito vi era un piccolo ruscello, attraversato in seguito da un ponte ferroviario (da qui il nome di "Puntin").
Non essendo abbienti, gli immigrati de La Boca, che lavoravano per lo più nei cantieri navali e il 50% dei quali era costituito da italiani e il restante 50% da originari dell'ex-Jugoslavia, da turchi, greci, ecc.,  iniziarono a costruire degli edifici con materiali di scarto e/o di basso costo, come legno e ferrame, recuperati per lo più da vecchie imbarcazioni.

Tali edifici, chiamati conventillos (sing. conventillo, dim. di convento), si caratterizzavano per la loro particolare struttura, che era stretta e puntava verso l'alto, così da limitare gli eventuali danni di una possibile alluvione.

Le pareti venivano dipinte con gli scarti delle vernici usate nei cantieri navali: ne conseguì che le facciate non potevano essere a tinta unita, bensì risultarono "tappezzate" di vari colori, conferendo loro l'aspetto caratteristico che si può ammirare ora nelle riproduzioni lungo il "Caminito".
Negli anni venti del XX secolo, dopo il prosciugamento del ruscello, venne soppressa la ferrovia che collegava la Boca ad altre zone della capitale argentina e che, come detto, transitava proprio nel punto in cui oggi si trova il "Caminito".

Così, un abitante del luogo decise di "aprire" un sentiero pedonale: su quel "sentiero" transitava quotidianamente, per raggiungere la sua casa in Calle Magallanes, il compositore boquense Juan de Dios Filiberto, il quale, nel 1923 trasse così l'ispirazione per comporre una melodia malinconica, quella del tango  Caminito .
Nel frattempo, la zona rischiava di finire in degrado.  Inoltre, agli inizi degli anni cinquanta, gli edifici originali de La Boca vennero in gran parte abbattuti e rimpiazzati con dei palazzoni, che fecero così perdere alla zona il suo carattere originale.
L'idea giusta per "rivitalizzare" La Boca e per riscoprirne il carattere originario non tardò tuttavia a farsi strada: fu merito del famoso pittore Benito Quinquela Martín, figlio adottivo di una coppia di genovesi, il quale, dopo essere stato interpellato da un abitante della zona, che agli inizi degli anni cinquanta intendeva recuperare il terreno, decise, con l'aiuto di alcuni suoi amici, di "ridare vita" ad una trentina di edifici in una via de La Boca, seguendo lo stile usato dagli immigrati italiani e avvalendosi di ciò che rimaneva degli antichi conventillos.

Come detto, fu sempre per iniziativa di Benito Quinquela Martín che la via prese il nome del famoso tango degli anni venti Caminito.
Così, alle ore 18 del 18 ottobre 1959, la via venne inaugurata ufficialmente come "Museo de Arte al Aire Libre" (in quanto concepita anche come una "mostra" di opere d'arte): la cerimonia si svolse alla presenza dell'intendente Hernán Giralt e di numerose altre autorità (oltre che di  Benito Quinquela Martín e dell'autore della melodia del tango Caminito , Juan de Dios Filiberto)  e fu accompagnata dalla musica dell'orchestra sinfonica municipale, oltre che dal suono delle sirene delle imbarcazioni.
Il 12 novembre 1964, la via fu uno dei punti di passaggio del feretro del compositore Juan de Dios Filiberto, portato dai pompieri de La Boca: quelle immagini fecero il giro del mondo.
Nel 2001, vi fu un'opera di restauro sia degli edifici che delle sculture che avevano subito dei danni.

## Da vedere

### Locali famosi
- Bar "La Perla de Caminito"

### Opere d'arte
- "Herrero boquense", di Marisa Balmaceda Krause (n. 1913)
- "Esperando la barca", di Roberto Juan Capurro (1903 - 1971)
- "El maestro/ El coro/ El trabajo", di Humberto Eduardo Cerantonio (n. 1913)
- "La familia", di Nicasio Fernández Mar (n. 1926)
- "Guardia vieja - Tango", di Israel Hoffmann (1876-1971)
- "Clavel del aire", di Luis Perlotti (1890 - 1969)
- "Las tejedoras", di Luis Perlotti (1890 - 1969)
- "Santos Vega", di Luis Perlotti (1890 - 1969)
- "Regreso de la pesca", di Benito Quinquela Martín (1890 - 1977), realizzata in ceramica da Ricardo Sánchez
- "Día del Trabajo", di Benito Quinquela Martín (1890 - 1977), realizzata in ceramica da Ricardo Sánchez
- "La canción", di Julio Vergottini (1905 - 1999)
- "La sirga", di Julio Vergottini (1905 - 1999)
- "Elevando anclas", di Julio Vergottini (1905 - 1999)
- "Fragata Sarmiento", di Ángel Eusebio Ibarra García (1892-1972)
- Busto di Juan de Dios Filiberto (autore della musica del tango "Caminito"), di Luis Perlotti
- Busto di Gabino Coria Peñaloza (autore delle parole del tango "Caminito"), opera di Euzer Díaz
- "El bombero", di Ernesto Scaglia
- "El sembrador espiritual", di Antonio Sassone
- "La Raza", di José de Luca
- "La madre", di Juan B. Leone
- "Joven boquense", di Orlando Stagnaro

## Ulteriori immagini

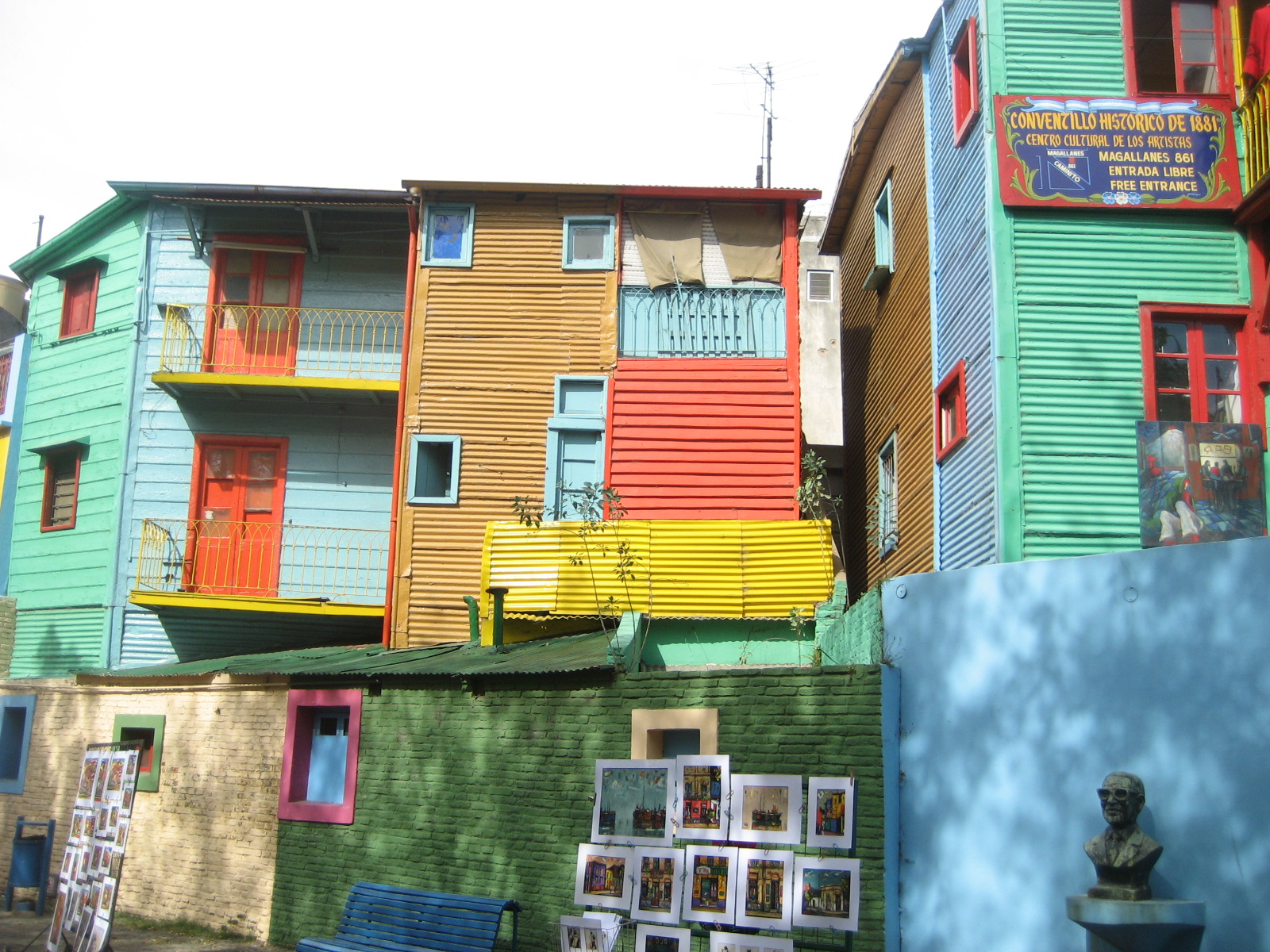
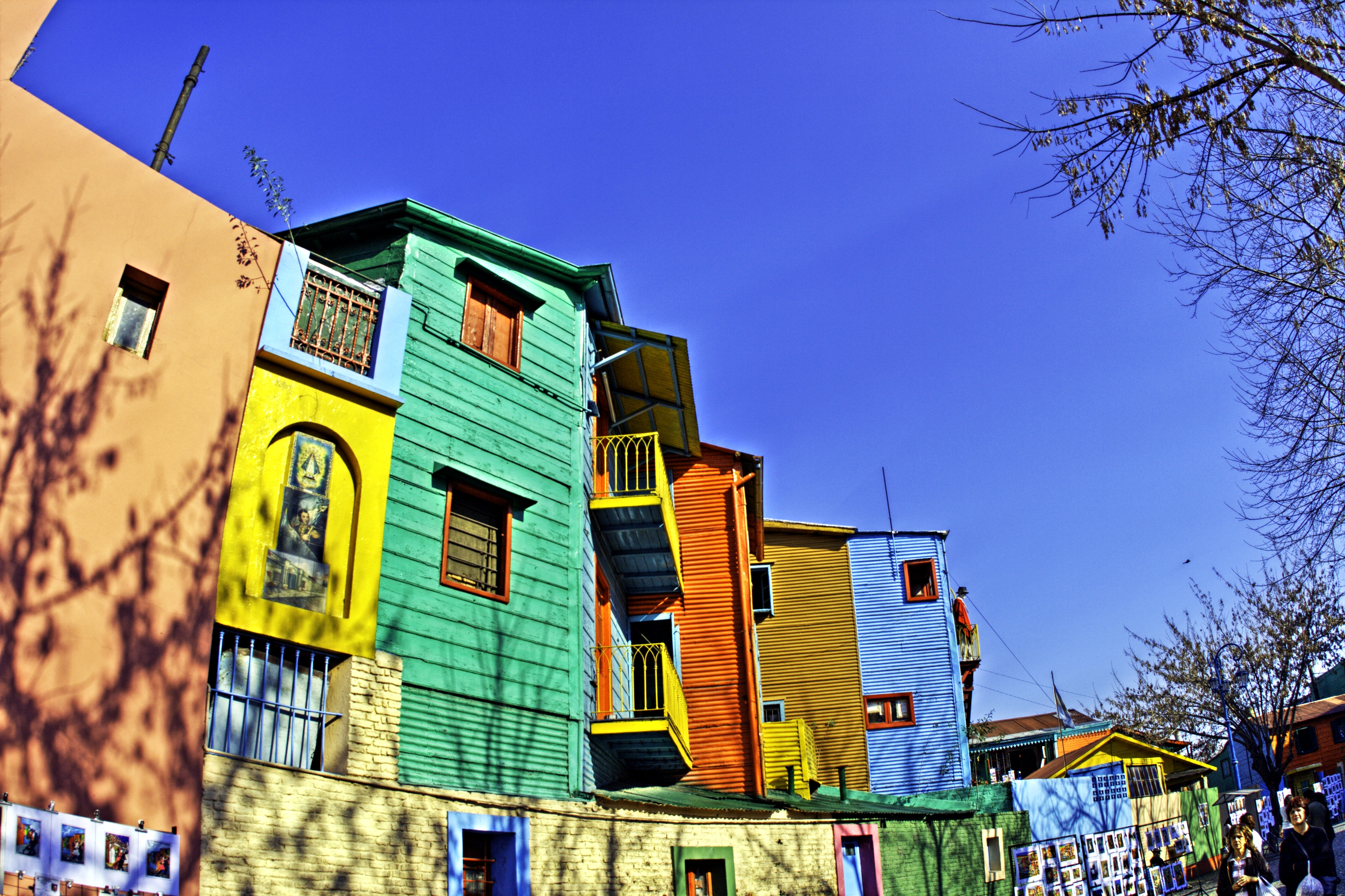
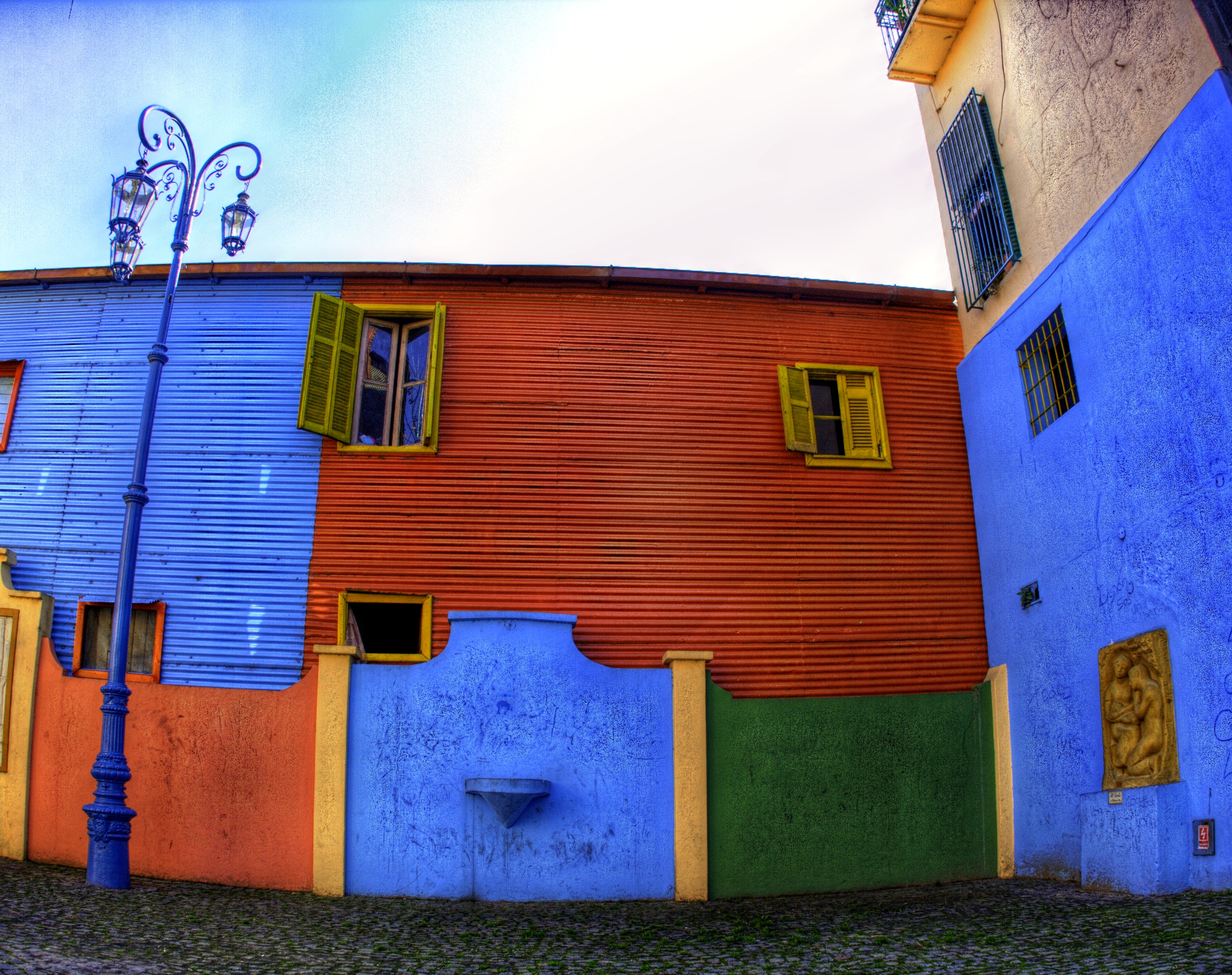
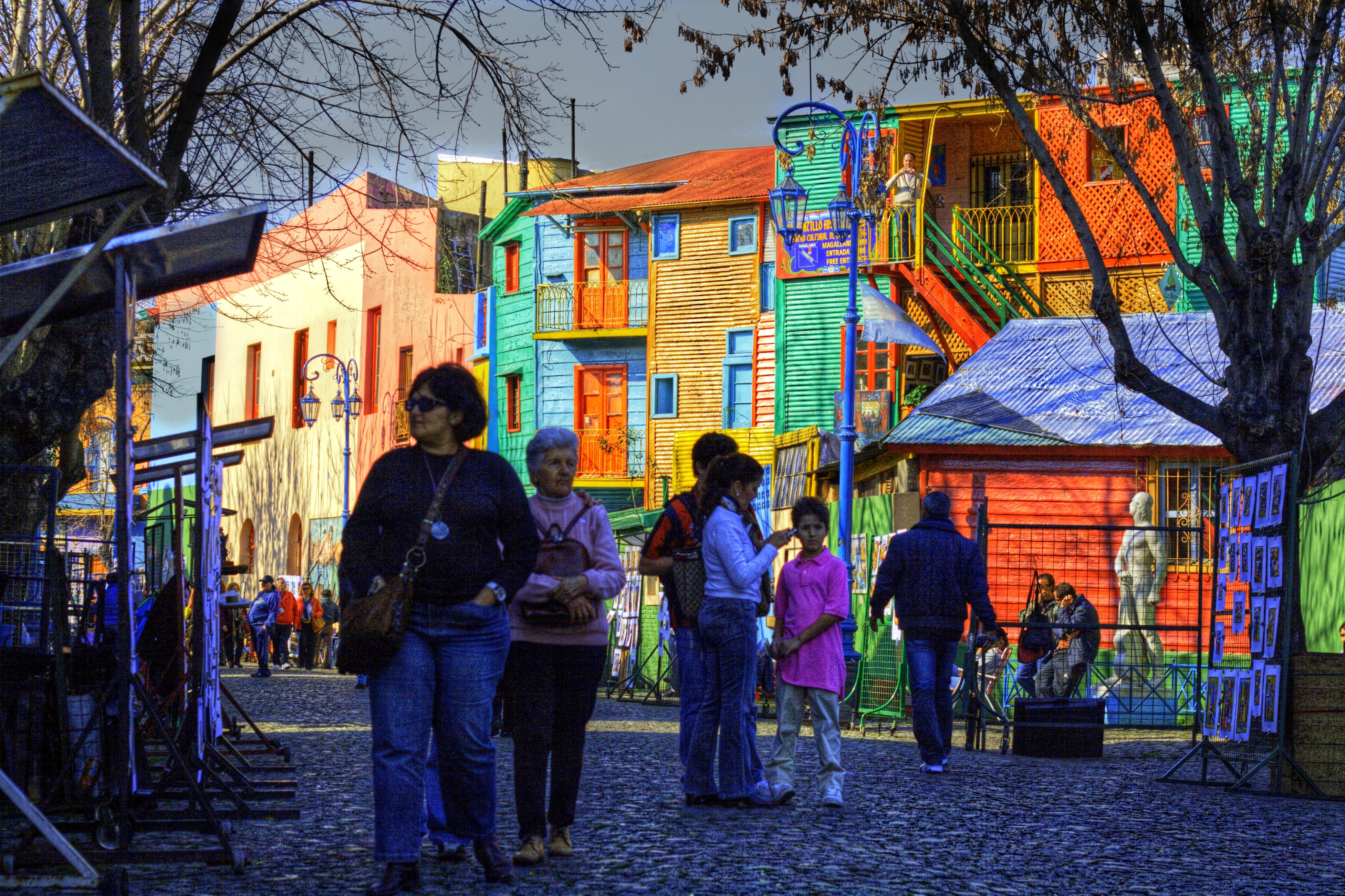
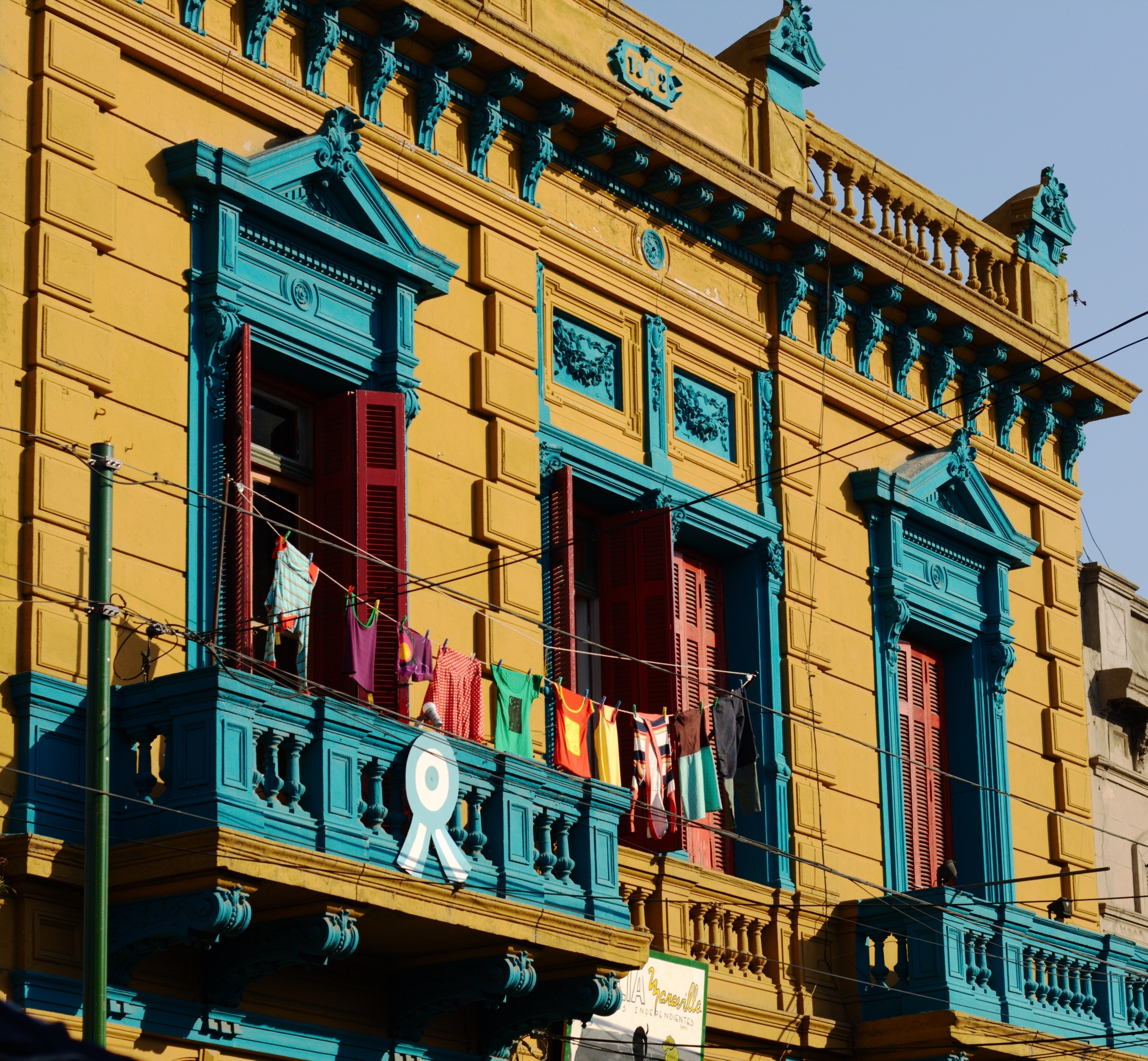
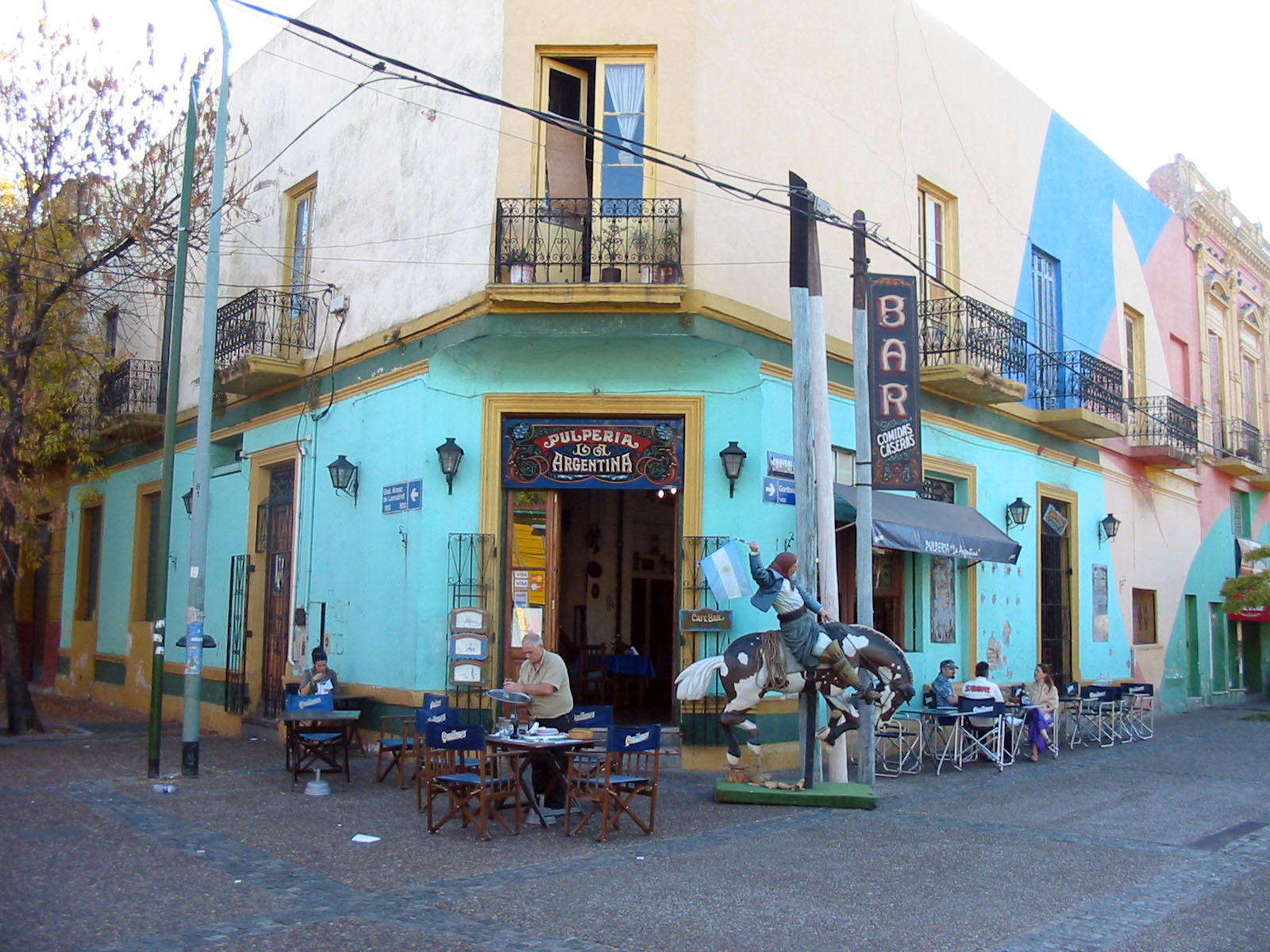
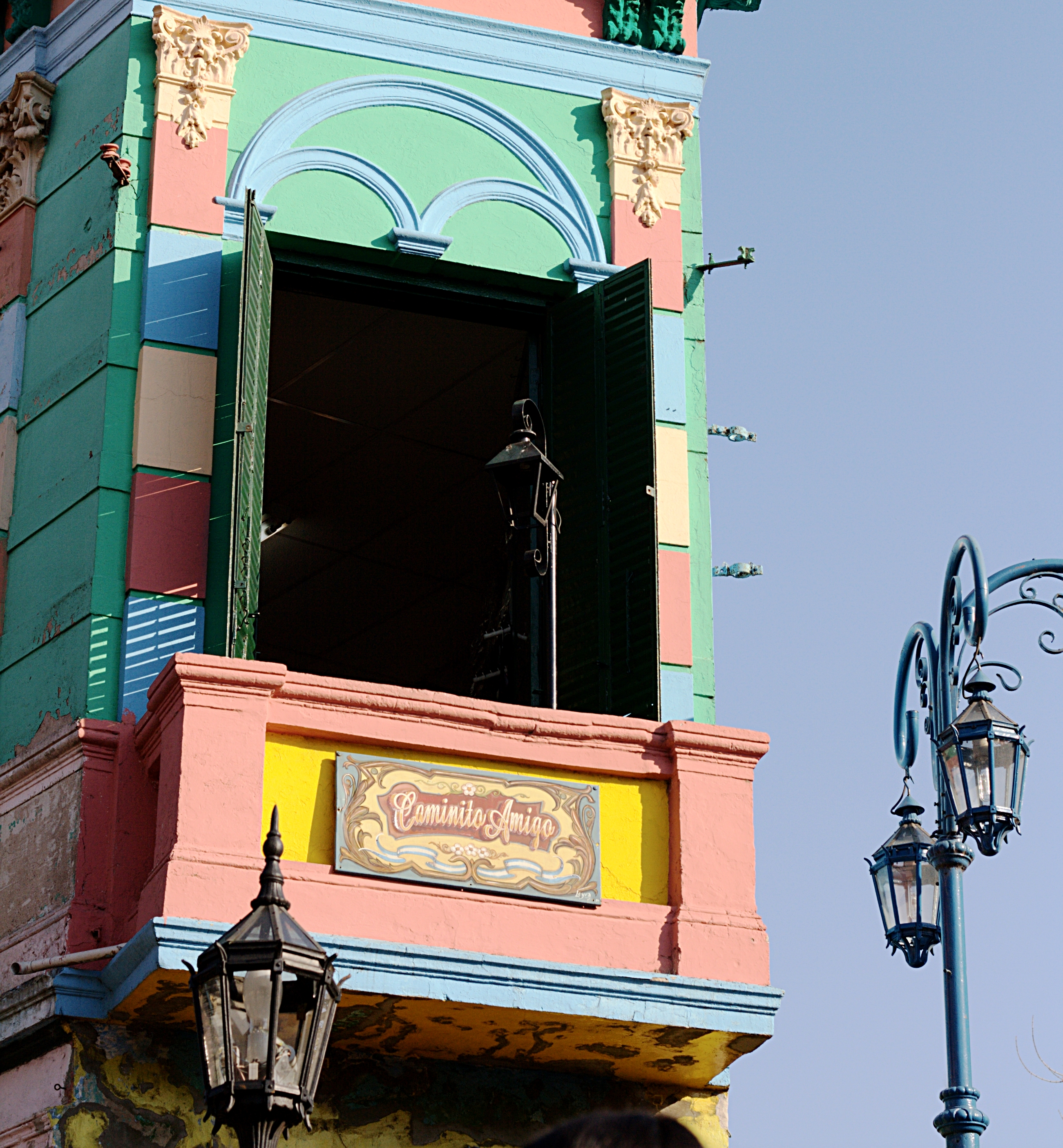
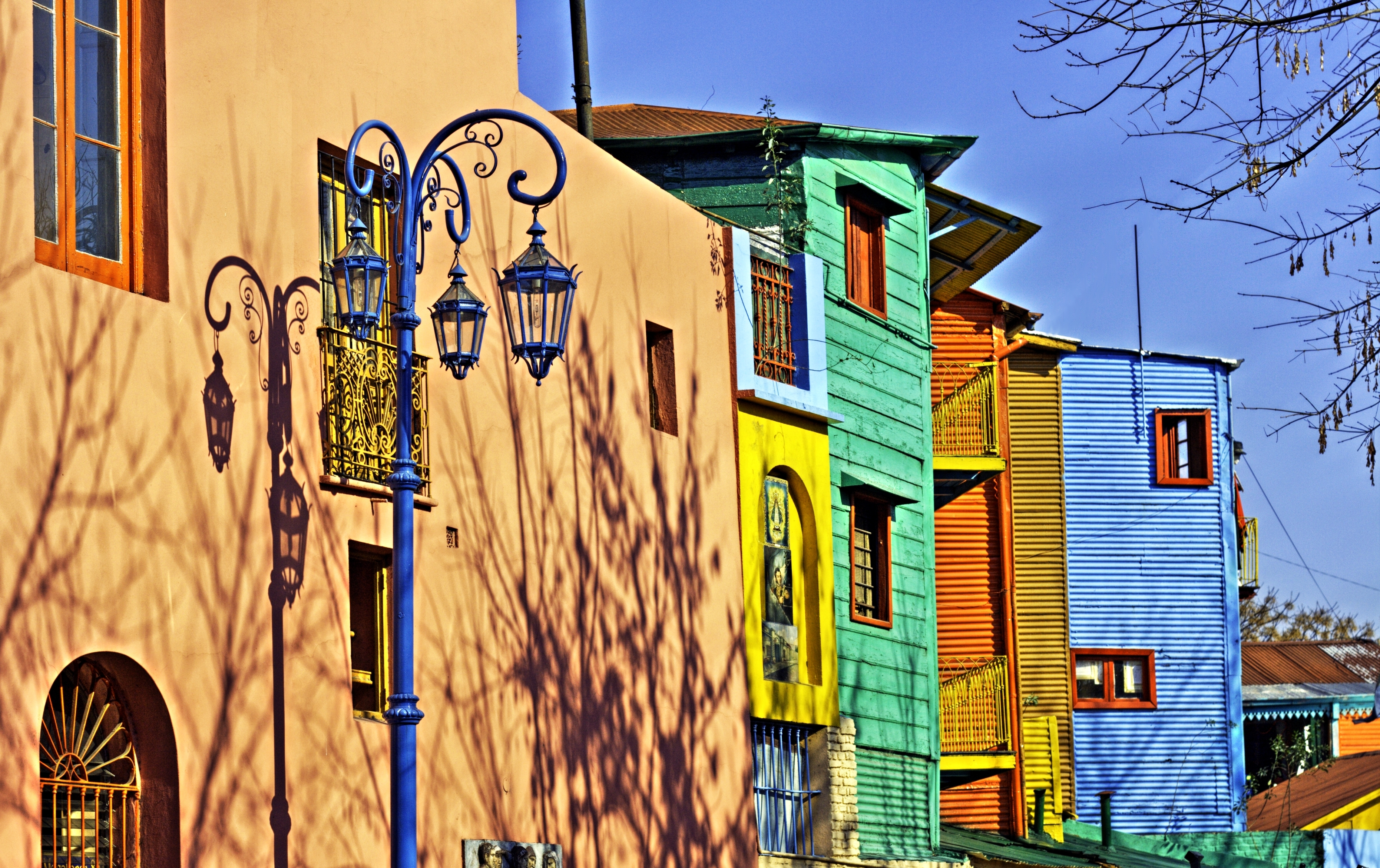
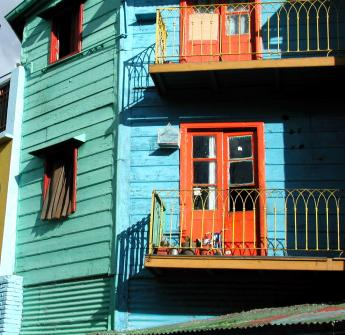
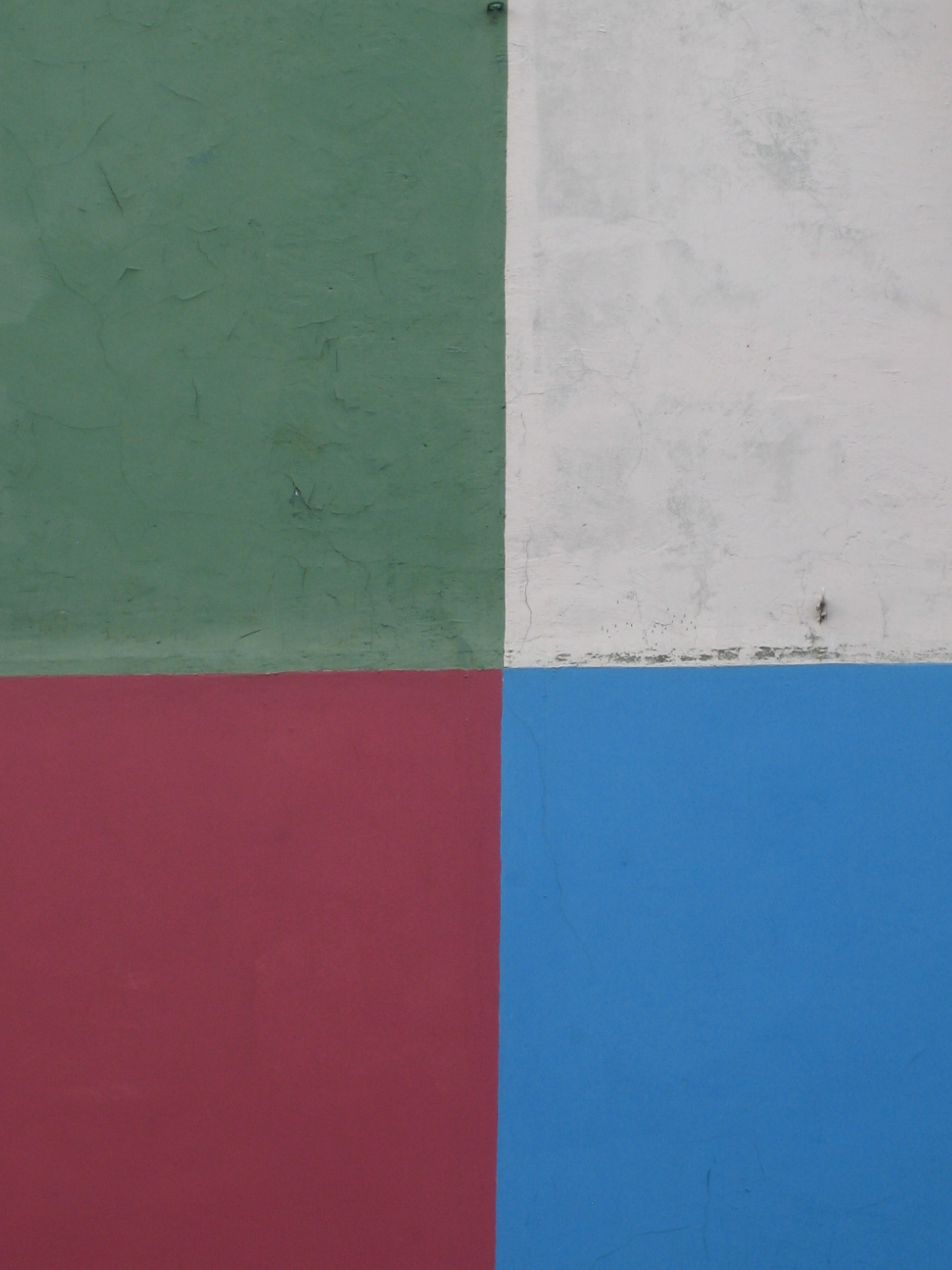
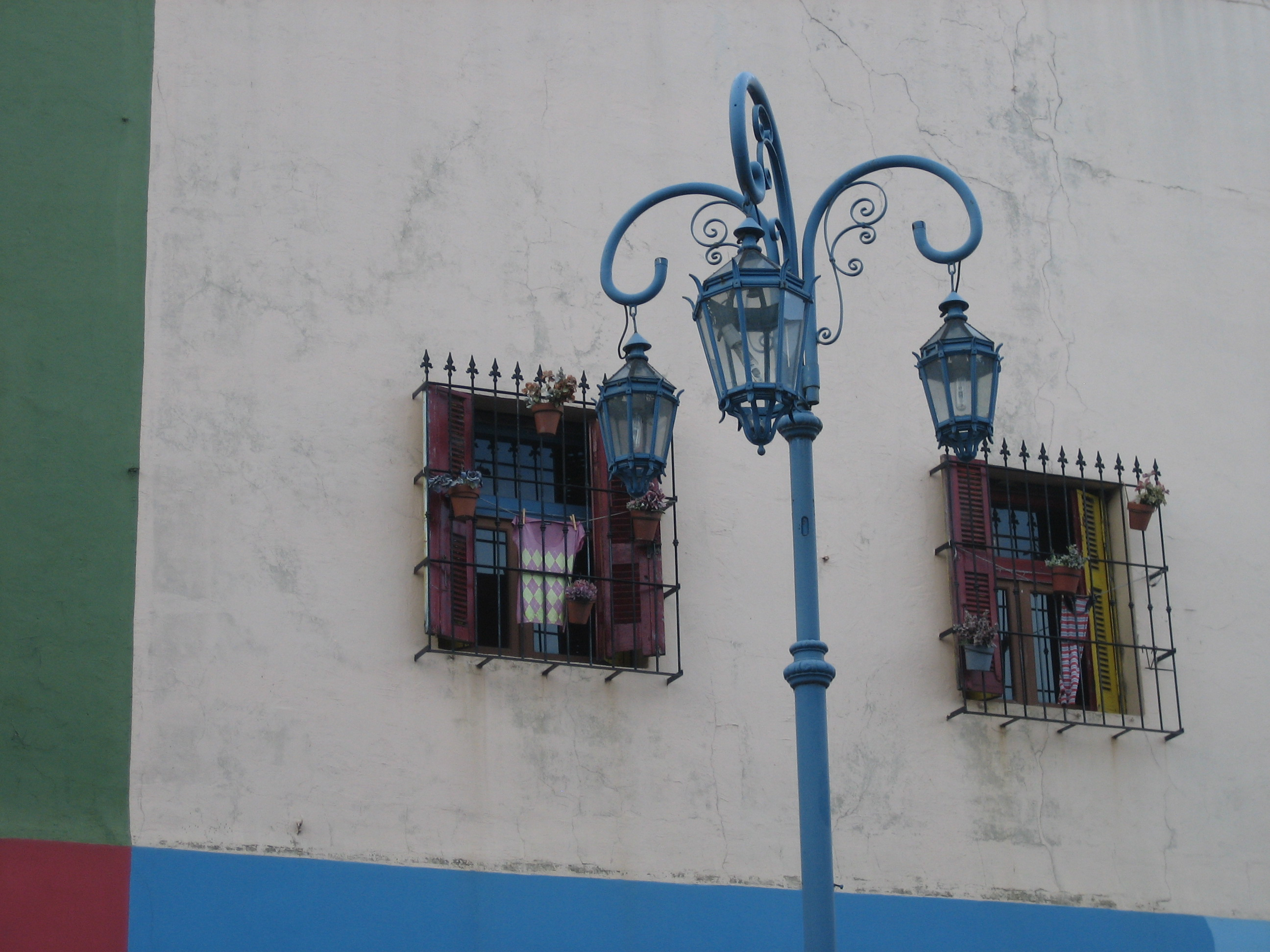